# Rodès
Ne doit pas être confondu avec Rodez ou Rhodes.
«  Rodésien » redirige ici. Ne pas confondre avec Rodézien ni Rhodésien.
Rodès [ʁɔdɛs]  est une commune française, située dans le centre du département des Pyrénées-Orientales en région Occitanie. Sur le plan historique et culturel, la commune est dans le pays de Conflent, correspondant à l'ensemble des vallées pyrénéennes qui « confluent » avec le lit creusé par la Têt entre Mont-Louis et Rodès.
Exposée à un climat méditerranéen, elle est drainée par la Têt, la rivière de Rigarda, la rivière des Crozès, la rivière de Tarérach, le ruisseau de Bellàgre. La commune possède un patrimoine naturel remarquable : deux sites Natura 2000 (les « fenouillèdes » et les « sites à chiroptères des Pyrénées-Orientales ») et quatre zones naturelles d'intérêt écologique, faunistique et floristique.
Rodès est une commune rurale qui compte 717 habitants en 2022, après avoir connu une forte hausse de la population depuis 1975.  Elle fait partie de l'aire d'attraction de Perpignan. Ses habitants sont appelés les Rodésiens ou Rodésiennes.

## Géographie

### Localisation
La commune de Rodès se trouve dans le département des Pyrénées-Orientales, en région Occitanie.
Elle se situe à 28 km à vol d'oiseau de Perpignan, préfecture du département, à 12 km de Prades, sous-préfecture, et à 22 km d'Amélie-les-Bains-Palalda, bureau centralisateur du canton du Canigou dont dépend la commune depuis 2015 pour les élections départementales.
La commune fait en outre partie du bassin de vie d'Ille-sur-Têt.
Les communes les plus proches sont : 
Bouleternère (2,2 km), Vinça (3,0 km), Rigarda (4,3 km), Montalba-le-Château (4,3 km), Ille-sur-Têt (5,0 km), Saint-Michel-de-Llotes (5,1 km), Joch (5,3 km), Finestret (6,2 km).
Sur le plan historique et culturel, Rodès fait partie de la région de Conflent, héritière de l'ancien comté de Conflent et de la viguerie de Conflent. Ce pays correspond à l'ensemble des vallées pyrénéennes qui « confluent » avec le lit creusé par la Têt entre Mont-Louis, porte de la Cerdagne, et Rodès, aux abords de la plaine du Roussillon.

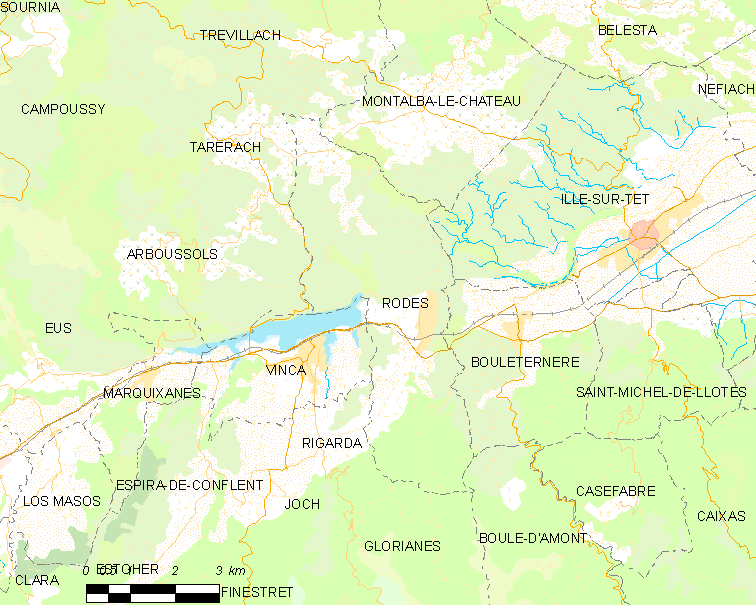
Situation de la commune.

| Trévillach, Tarerach | Montalba-le-Château | Ille-sur-Têt  |
| Arboussols, Vinça    | Rodès               | Bouleternère  |
| Rigarda              | Glorianes           | Boule-d'Amont |

### Géologie et relief
La superficie de la commune est de 1 811 hectares. L'altitude varie entre 172 et 771 mètres.
La commune est classée en zone de sismicité 3, correspondant à une sismicité modérée.

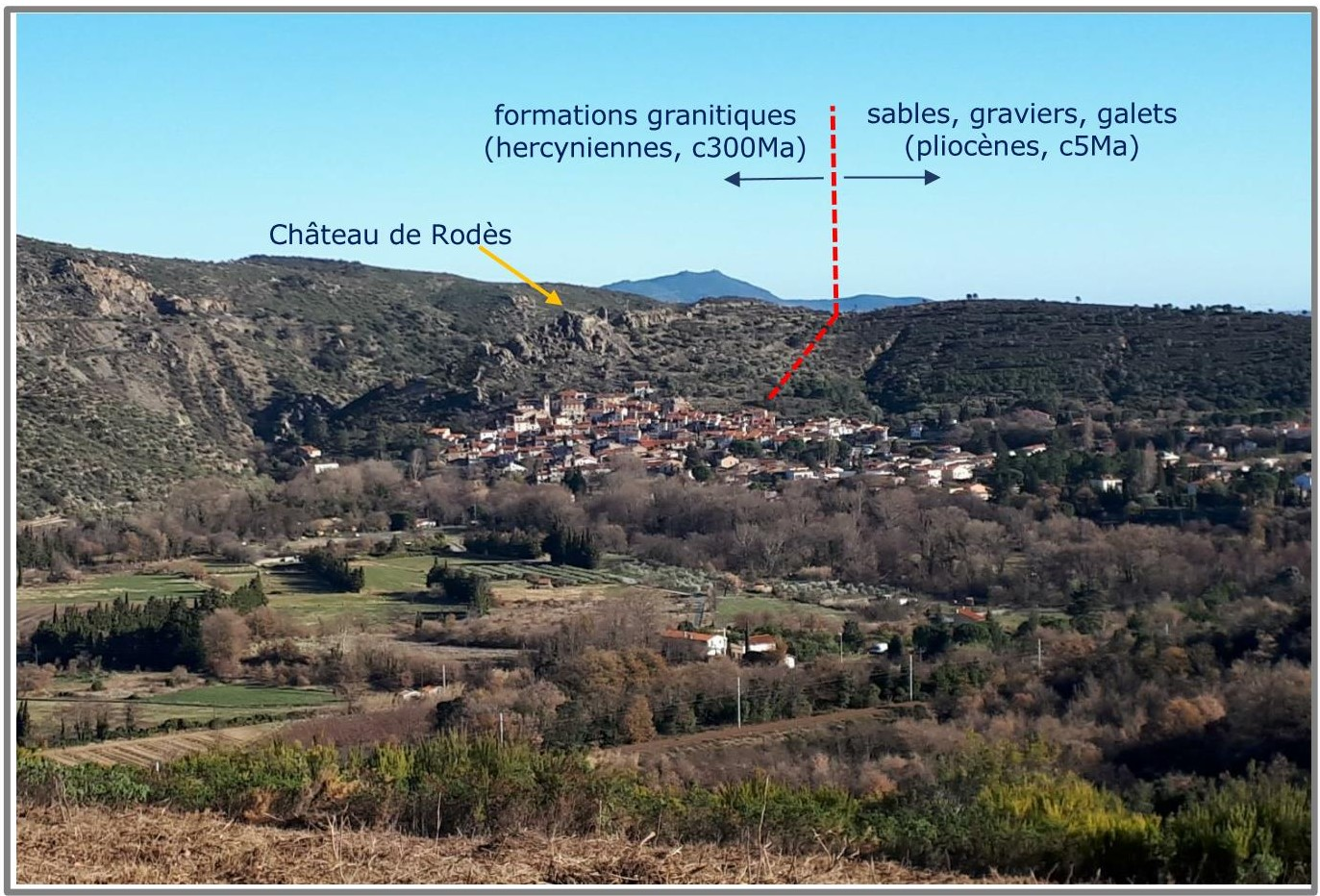
Rodès village et ses formations géologiques,. Granite hercynien (c300 Ma) à gauche (vers le nord); sables, graviers et galets pliocènes (c5 Ma) à droite. (Les dépôts du Pliocène affleurent également près de Vinça.) Terrasses fluviales quaternaires au premier plan.

### Hydrographie
La Têt traverse la commune en son milieu, en provenance à l'ouest du lac de Vinça et poursuivant son cours en direction de l'est vers Ille-sur-Têt.

### Climat
Pour des articles plus généraux, voir Climat de l'Occitanie et Climat des Pyrénées-Orientales.
En 2010, le climat de la commune est de type climat méditerranéen franc, selon une étude du CNRS s'appuyant sur une série de données couvrant la période 1971-2000. En 2020, Météo-France publie une typologie des climats de la France métropolitaine dans laquelle la commune est dans une zone de transition entre le climat de montagne et le climat méditerranéen et est dans la région climatique Pyrénées orientales, caractérisée par une faible pluviométrie, un très bon ensoleillement (2 600 h/an), un air sec, particulièrement en hiver et peu de brouillards.
Pour la période 1971-2000, la température annuelle moyenne est de 14,1 °C, avec une amplitude thermique annuelle de 15,1 °C. Le cumul annuel moyen de précipitations est de 729 mm, avec 6,2 jours de précipitations en janvier et 3,9 jours en juillet. Pour la période 1991-2020, la température moyenne annuelle observée sur la station météorologique la plus proche, située sur la commune d'Eus à 9 km à vol d'oiseau, est de 13,6 °C et le cumul annuel moyen de précipitations est de 539,8 mm,. Pour l'avenir, les paramètres climatiques de la commune estimés pour 2050 selon différents scénarios d’émission de gaz à effet de serre sont consultables sur un site dédié publié par Météo-France en novembre 2022.

### Milieux naturels et biodiversité

#### Réseau Natura 2000

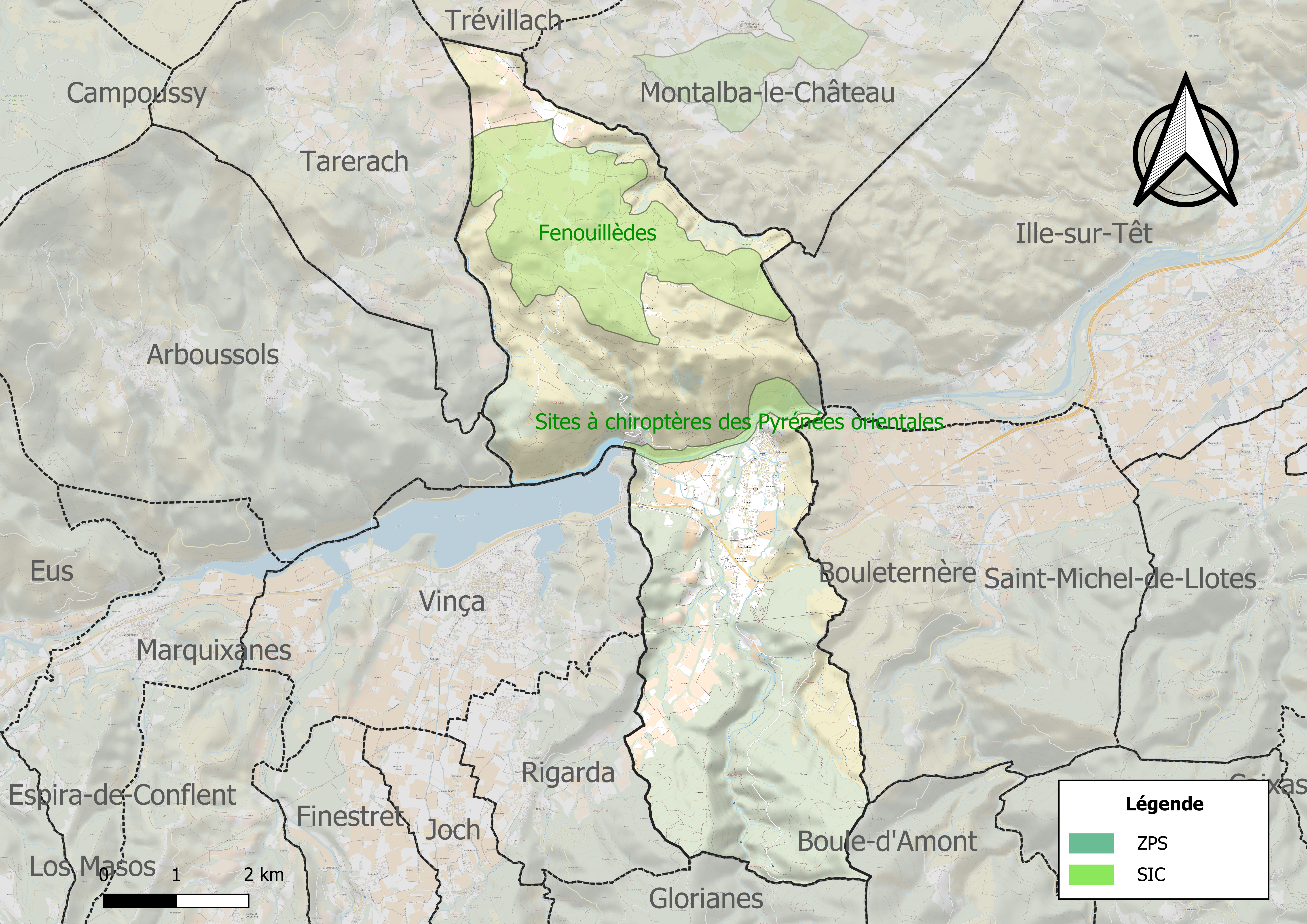
Sites Natura 2000 sur le territoire communal.

Le réseau Natura 2000 est un réseau écologique européen de sites naturels d'intérêt écologique élaboré à partir des directives habitats et oiseaux, constitué de zones spéciales de conservation (ZSC) et de zones de protection spéciale (ZPS).
Deux sites Natura 2000 ont été définis sur la commune au titre de la directive habitats : 
- les « fenouillèdes », d'une superficie de 479 ha, un site qui renferme des mares temporaires dont l'état de conservation est encore excellent[21] ;
- les « sites à chiroptères des Pyrénées-Orientales », d'une superficie de 2 437 ha, abritent  d'importantes colonies d'espèces de chauves-souris d'intérêt communautaire[22] ;

#### Zones naturelles d'intérêt écologique, faunistique et floristique
L’inventaire des zones naturelles d'intérêt écologique, faunistique et floristique (ZNIEFF) a pour objectif de réaliser une couverture des zones les plus intéressantes sur le plan écologique, essentiellement dans la perspective d’améliorer la connaissance du patrimoine naturel national et de fournir aux différents décideurs un outil d’aide à la prise en compte de l’environnement dans l’aménagement du territoire.
Deux ZNIEFF de type 1 sont recensées sur la commune :
le « plateau de Rodès et de Montalba » (2 677 ha), couvrant 5 communes du département et 
la « vallée de la Têt de Vinça à Perpignan » (554 ha), couvrant 10 communes du département
et deux ZNIEFF de type 2, : 
- le « massif des Aspres » (28 819 ha), couvrant 37 communes du département[26] ;
- le « massif du Fenouillèdes » (34 157 ha), couvrant 40 communes dont une dans l'Aude et 39 dans les Pyrénées-Orientales[27].

Carte des ZNIEFF de type 1 et 2 à Rodès.
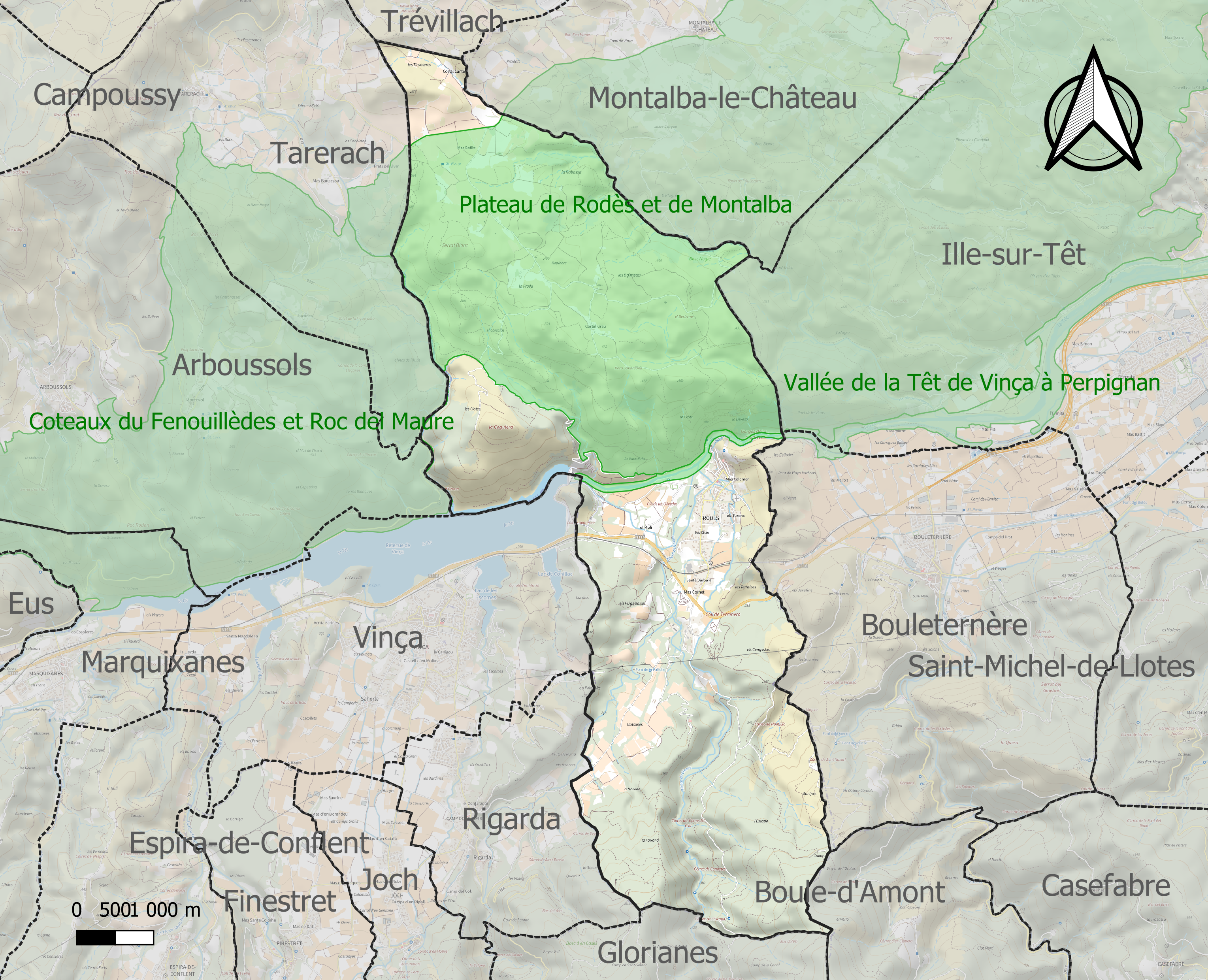
Carte des ZNIEFF de type 1 sur la commune.
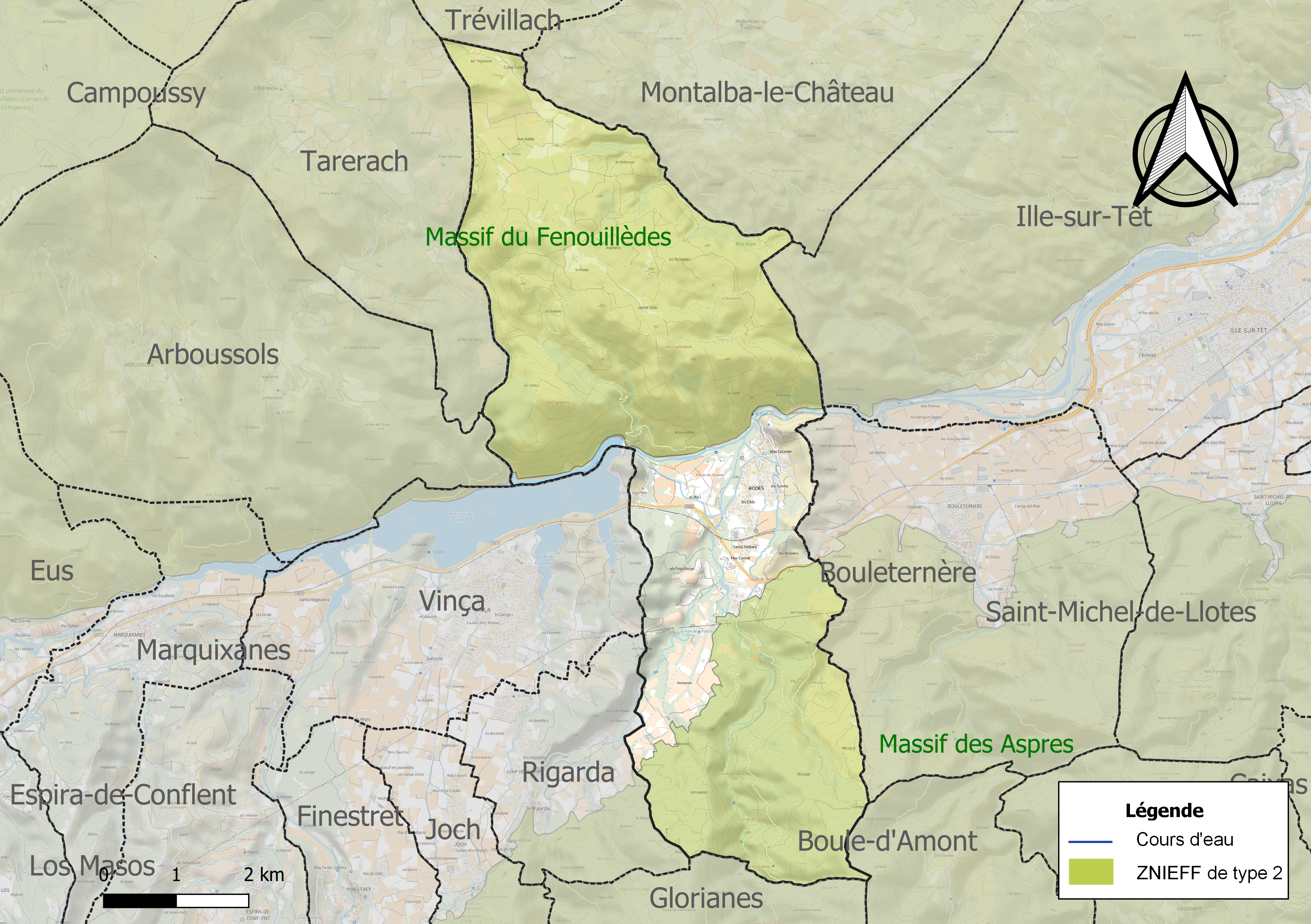
Carte des ZNIEFF de type 2 sur la commune.

## Urbanisme

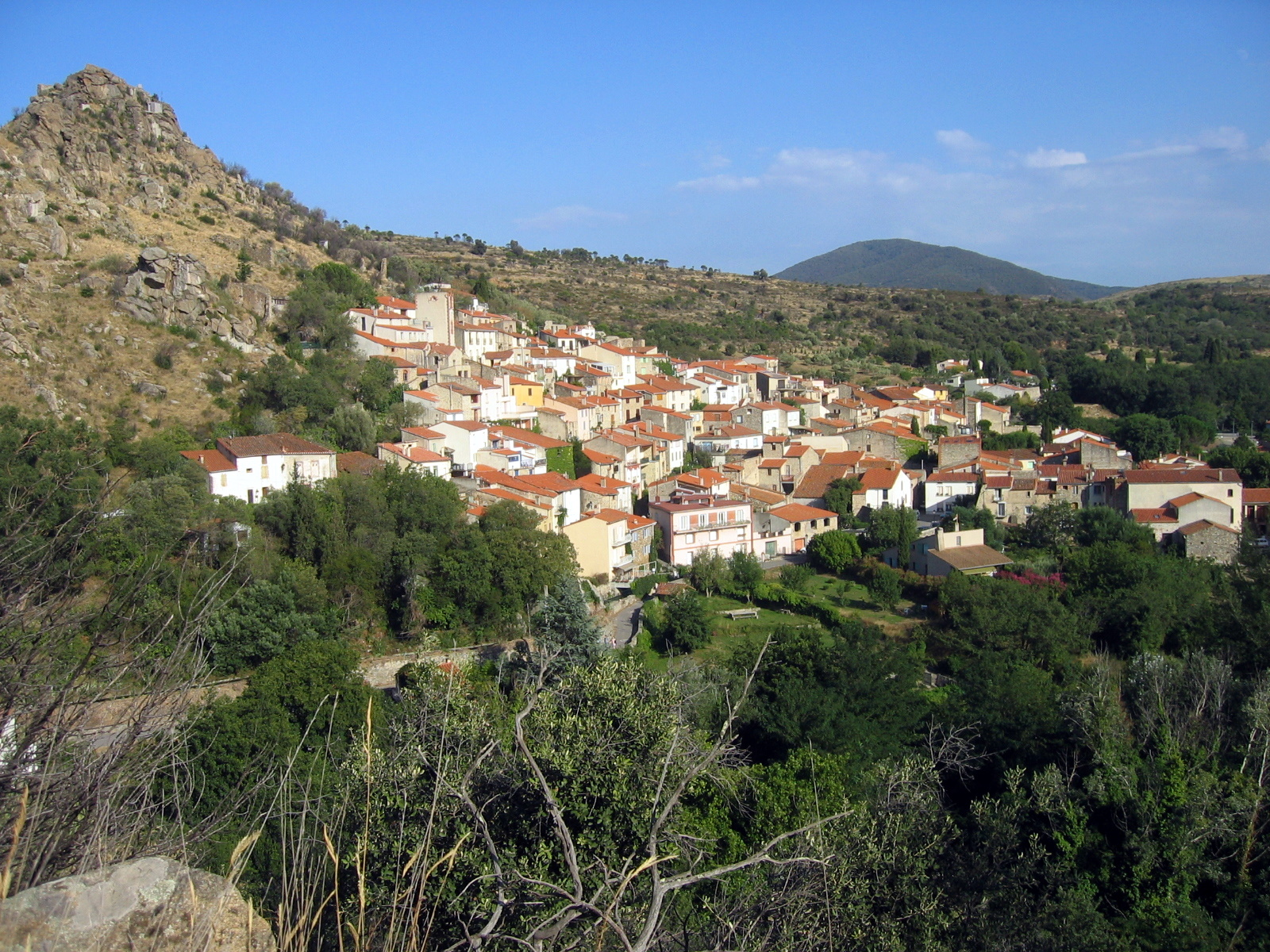
Vue générale du village de Rodès.

### Typologie
Au 1er janvier 2024, Rodès est catégorisée commune rurale à habitat dispersé, selon la nouvelle grille communale de densité à sept niveaux définie par l'Insee en 2022.
Elle est située hors unité urbaine. Par ailleurs la commune fait partie de l'aire d'attraction de Perpignan, dont elle est une commune de la couronne,. Cette aire, qui regroupe 118 communes, est catégorisée dans les aires de 200 000 à moins de 700 000 habitants,.

### Occupation des sols
L'occupation des sols de la commune, telle qu'elle ressort de la base de données européenne d’occupation biophysique des sols Corine Land Cover (CLC), est marquée par l'importance des forêts et milieux semi-naturels (74 % en 2018), en diminution par rapport à 1990 (75,3 %). La répartition détaillée en 2018 est la suivante : 
milieux à végétation arbustive et/ou herbacée (54,7 %), zones agricoles hétérogènes (20,4 %), forêts (19,3 %), cultures permanentes (3,1 %), zones urbanisées (2,3 %), eaux continentales (0,3 %). L'évolution de l’occupation des sols de la commune et de ses infrastructures peut être observée sur les différentes représentations cartographiques du territoire : la carte de Cassini (XVIIIe siècle), la carte d'état-major (1820-1866) et les cartes ou photos aériennes de l'IGN pour la période actuelle (1950 à aujourd'hui).

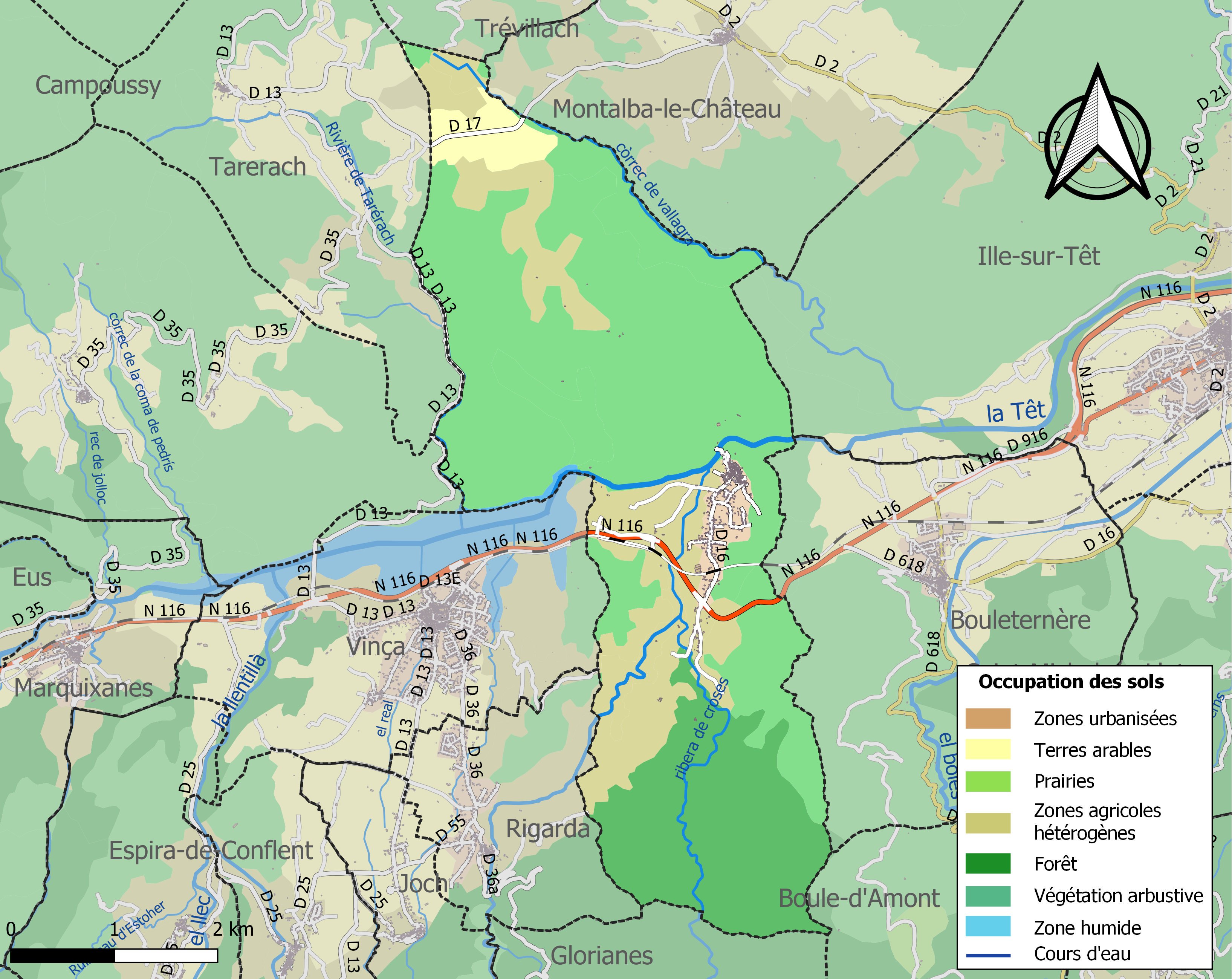
Carte des infrastructures et de l'occupation des sols de la commune en 2018 (CLC).

### Voies de communication et transports
La commune est traversée en son milieu par la route nationale N116, en provenance à l'est d'Ille-sur-Têt et se poursuivant à l'ouest en direction de Vinça.
Les lignes 513 (Rodès - Ille-sur-Têt) et 520 (Prades - Gare de Perpignan) du réseau régional liO assurent la desserte de la commune.

### Risques majeurs
Le territoire de la commune de Rodès est vulnérable à différents aléas naturels : inondations, climatiques (grand froid ou canicule), feux de forêts, mouvements de terrains et séisme (sismicité modérée). Il est également exposé à deux risques technologiques,  le transport de matières dangereuses et la rupture d'un barrage, et à un risque particulier, le risque radon,.

#### Risques naturels
Certaines parties du territoire communal sont susceptibles d’être affectées par le risque d’inondation par crue torrentielle de cours d'eau du bassin de la Têt.
Les mouvements de terrains susceptibles de se produire sur la commune sont soit des mouvements liés au retrait-gonflement des argiles, soit des glissements de terrains, soit des chutes de blocs, soit des effondrements liés à des cavités souterraines. Une cartographie nationale de l'aléa retrait-gonflement des argiles permet de connaître les sols argileux ou marneux susceptibles vis-à-vis de ce phénomène. L'inventaire national des cavités souterraines permet par ailleurs de localiser celles situées sur la commune.

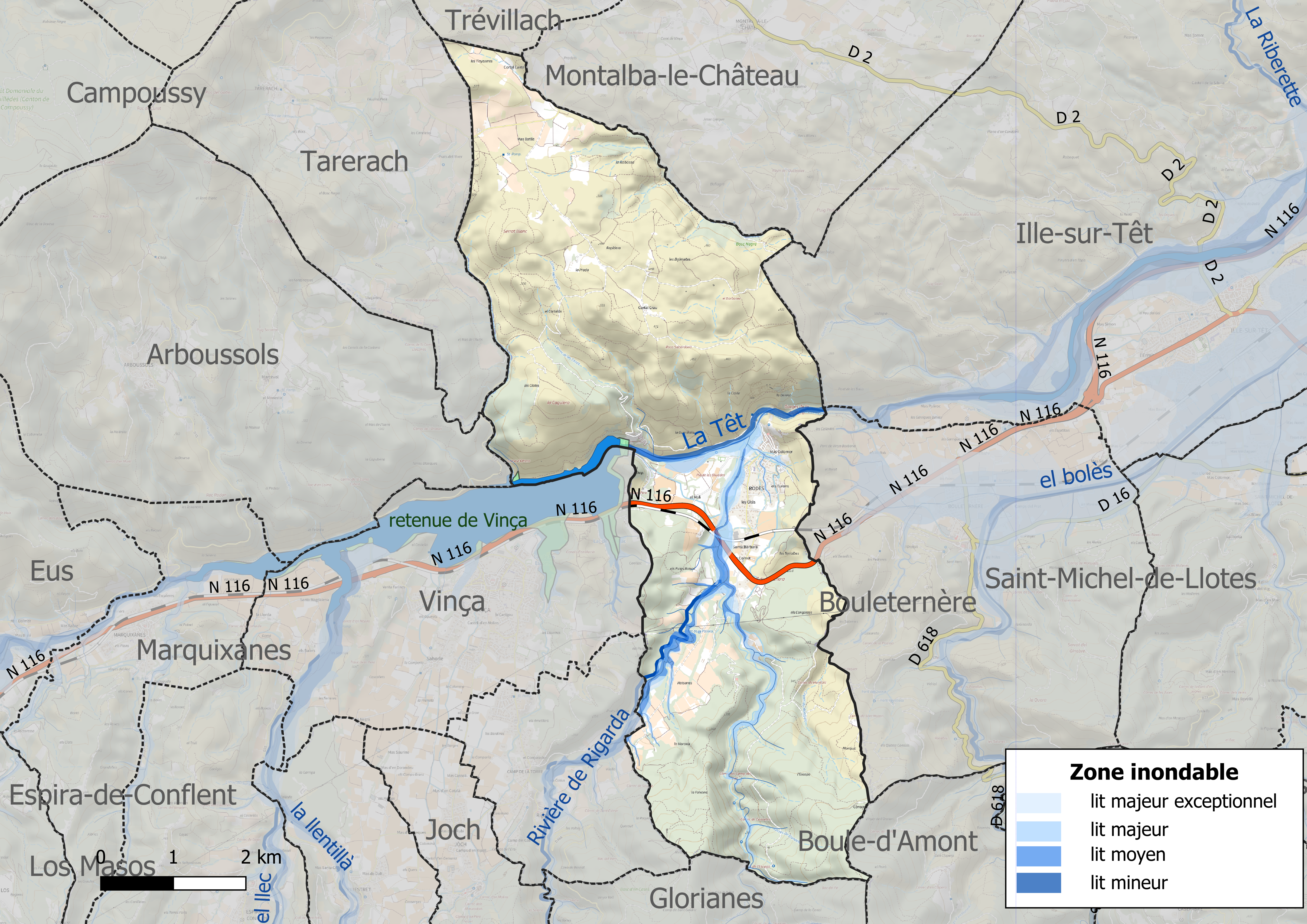
Carte des zones inondables.
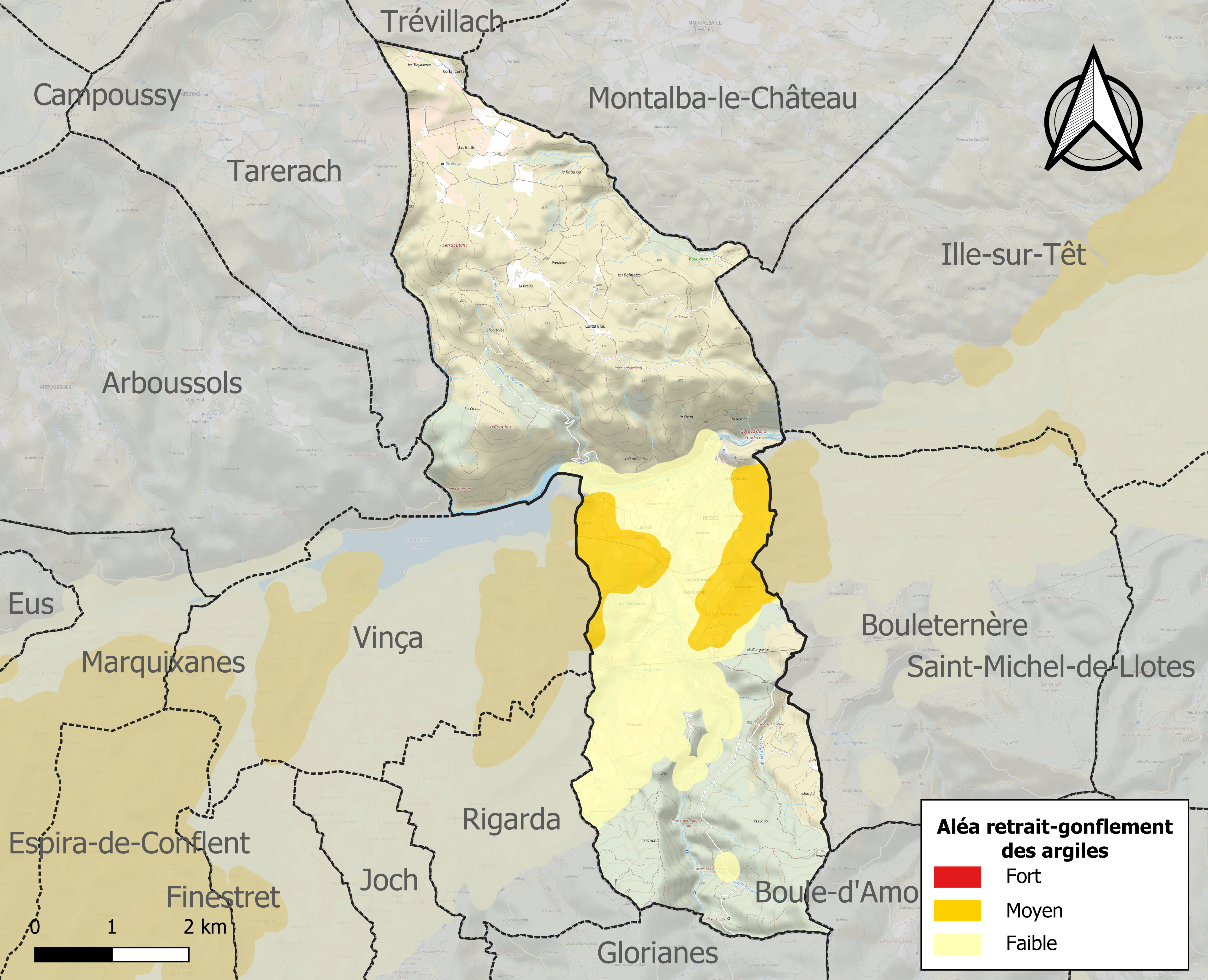
Carte des zones d'aléa retrait-gonflement des argiles.

#### Risques technologiques
Le risque de transport de matières dangereuses sur la commune est lié à sa traversée par une route à fort trafic. Un accident se produisant sur une telle infrastructure est en effet susceptible d’avoir des effets graves au bâti ou aux personnes jusqu’à 350 m, selon la nature du matériau transporté. Des dispositions d’urbanisme peuvent être préconisées en conséquence.
Dans le département des Pyrénées-Orientales, on dénombre sept grands barrages susceptibles d’occasionner des dégâts en cas de rupture. La commune fait partie des 66 communes susceptibles d’être touchées par l’onde de submersion consécutive à la rupture d’un de ces barrages, les barrages de Vinça ou des Bouillouses sur la Têt.

#### Risque particulier
Dans plusieurs parties du territoire national, le radon, accumulé dans certains logements ou autres locaux, peut constituer une source significative d’exposition de la population aux rayonnements ionisants. Toutes les communes du département sont concernées par le risque radon à un niveau plus ou moins élevé. Selon la classification de 2018, la commune de Rodès est classée en zone 3, à savoir zone à potentiel radon significatif.

## Toponymie
Joan Coromines explique que Rodés (comme écrit dans son ouvrage) coïncide avec le toponyme occitan Rodés (graphié Rodez en français), et que tous deux dérivent d'un locatif, au pluriel : Rutenis, d'origine latine ou d'une forme de génitif selon le témoignage de 1068-95 Castellum Rodenis. Il apparaît sans -n en 1152, Redes, puis tourne dans les années 1153, 1213, 1225, et 1346, et avec correction Roders en 1354.

## Histoire
L'origine du village Rodés est liée à la présence du château qui le surplombe, dans lequel il se forme, d'abord autour de la fortification, puis plus tard descendant et s'étendant vers la plaine. Le château est mentionné (Castello Rodenis) dès 1068, dans un acte d'hommage au comte Guillaume Raymond de Cerdagne au moment de l'accession au comté. En 1095, le même comte laisse dans son testament le Castellum Rodenis à son héritier et successeur, Guillaume Jordà, et en 1109 le serment féodal est signé par ce château appartenant au seigneur Pierre-Bernard de Domanova au comte Bernard-Guillaume, frère et successeur de Guillaume-Jordà.
Cerdana de Rodés, petite-fille de Pierre-Bernard de Domanova, apporte ce château en dot à son mariage avec Guillaume de Canet. En 1225, Nunó Sanç confirme ce château à Raymond de Canet, fils de Cerdane. En 1321, le roi Sanche autorisa Tumberge de Canet, veuve de Ponç de Guardia, et son fils Guillaume, petit-fils de Raymond de Canet, à construire un moulin sur le rec royal qui traversait les territoires de Ropidera et Rodès. À la suite de la création de la vicomté de Canet, ce château est administré par des châtelains au titre de bailli. En 1359, le roi Pierre le Cérémonieux nomme le châtelain de Rodés Raymond de Perellós, et en 1370 il lui est reconnu comme possession à perpétuité.
À la mort de Raymond de Perellós, hérite de la châtellenie et de la seigneurie de Joch non pas Elionor de Perellós, sa fille, mais le roi Jean Ier, afin d'éviter que la châtellenie ne soit entre les mains d'une femme. Il l'acheta et la revendit à un autre Raymond de Perellós, cousin d'Éléonore. Ce Ramon de Perellós, premier vicomte de Perellós et second vicomte de Rueda, est l'auteur du roman médiéval d'aventures Voyage au Purgatoire.
La châtellenie de Rodès a appartenu aux Perellós jusqu'au milieu du XVIe siècle. Ce château, initialement situé à la frontière des Fenouillèdes et du Roussillon, a connu une grande importance tout au long du Moyen Âge, mais à partir du XVe siècle, elle a commencé à diminuer, voire à disparaître complètement, avec son importance stratégique, et, en même temps, la châtellenie est passée aux mains de bourgeois, comme Antoni Viader, de Villefranche-de-Conflent (1455).
En 1502,le châtelain de Rodès est le gendre de l'ancien châtelain, Francesc Andreu, et en 1543 c'est Galceran de Vilardell qui prend le poste. Cette année-là, François de Perapertusa, baron de Joch, achète les seigneuries de Rodès et de Ropidera, et ses descendants les conservent jusqu'à la Révolution française. Le 10 décembre 1652, lors de la guerre franco-espagnole, les troupes françaises attaquent le château, et le châtelain de la ville s'y distingue pour sa défense.

## Politique et administration

### Canton
En 1793, la commune voisine de Bouleternère est incluse dans le canton d'Ille au sein du district de Prades. Elle rejoint le canton de Vinça en 1801, qu'elle ne quitte plus par la suite,
À compter des élections départementales de 2015, la commune de Rodès rejoint le nouveau canton du Canigou.

### Liste des maires
| Période | Période                  | Identité               | Étiquette | Qualité |
| ------- | ------------------------ | ---------------------- | --------- | ------- |
| 1790    | 1793                     | Joseph Cornet          |           |         |
| 1793    | 1793                     | Michel Roger           |           |         |
| 1793    | 1806                     | Joseph Cornet          |           |         |
| 1806    | 1813                     | François Puell         |           |         |
| 1813    | 1820                     | François Molins        |           |         |
| 1820    | 1829                     | Côme Decandy           |           |         |
| 1829    | 1831                     | Isidore Bollo          |           |         |
| 1831    | 1831                     | Bonaventure Roger      |           |         |
| 1831    | 1848                     | Joseph Cornet          |           |         |
| 1848    | 1849                     | Joseph Tixeire         |           |         |
| 1849    | 1852                     | François Glory         |           |         |
| 1852    | 1854                     | Etienne Domenech       |           |         |
| 1854    | 1859                     | François Glory         |           |         |
| 1859    | 1870                     | Joseph Cornet de Bosch |           |         |
| 1870    | 1872                     | Sylvestre Saleta       |           |         |
| 1872    | 1874                     | Bonaventure Molins     |           |         |
| 1874    | 1878                     | Isidore Tixeire        |           |         |
| 1878    | 1879                     | Michel Roger           |           |         |
| 1879    | 1884                     | Jules Tixeire          |           |         |
| 1884    | 1908                     | Jacques Catala         |           |         |
| 1908    | 1914                     | Bonaventure Glory      |           |         |
| 1914    | 1919                     | Julien Garrigue        |           |         |
| 1919    | 1925                     | Joseph-Jean Cornet     |           |         |
| 1925    | 1935                     | Michel Puig            |           |         |
| 1935    | 1941                     | Gustave Rouit          |           |         |
| 1942    | 1944                     | Antoine Andrieu        |           |         |
| 1944    | 1951                     | Jean Sarda             |           |         |
| 1951    | 1953                     | Jean Casteil           |           |         |
| 1953    | 1959                     | Martin Christau        |           |         |
| 1959    | 1965                     | Albert Gaspard         |           |         |
| 1965    | 1972                     | François Glory         |           |         |
| 1972    | 1989                     | Robert Jacquemin       |           |         |
| 1989    | 2008                     | Georges Adroguer       |           |         |
| 2008    | 26 décembre 2018 (décès) | Marie-Christine Grau   |           |         |
| 2019    | 2020                     | ?                      |           |         |
| 2020    | En cours                 | Marc Bianchini         |           |         |

## Population et société

### Démographie ancienne
La population est exprimée en nombre de feux (f) ou d'habitants (H).
| 1355 | 1359 | 1365 | 1378 | 1470 | 1515 | 1553 | 1709 | 1720 |
| ---- | ---- | ---- | ---- | ---- | ---- | ---- | ---- | ---- |
| 55 f | 60 f | 55 f | 29 f | 27 f | 28 f | 22 f | 55 f | 61 f |

| 1767  | 1774  | 1789  | - | - | - | - | - | - |
| ----- | ----- | ----- | - | - | - | - | - | - |
| 495 H | 107 f | 112 f | - | - | - | - | - | - |

Notes :
- 1359 : dont 2 f pour Croses et 8 f pour Ropidera ;
- 1378 : dont 1 f pour Ropidera ;
- 1515 : dont 1 f pour Ropidera ;
- 1553 : dont 2 f pour Ropidera.

### Démographie contemporaine
L'évolution du nombre d'habitants est connue à travers les recensements de la population effectués dans la commune depuis 1793. Pour les communes de moins de 10 000 habitants, une enquête de recensement portant sur toute la population est réalisée tous les cinq ans, les populations de référence des années intermédiaires étant quant à elles estimées par interpolation ou extrapolation. Pour la commune, le premier recensement exhaustif entrant dans le cadre du nouveau dispositif a été réalisé en 2007.

En 2022, la commune comptait 717 habitants, en évolution de +14,72 % par rapport à 2016 (Pyrénées-Orientales : +3,92 %, France hors Mayotte : +2,11 %).
| 1793 | 1800 | 1806 | 1821 | 1831 | 1836 | 1841 | 1846 | 1851 |
| ---- | ---- | ---- | ---- | ---- | ---- | ---- | ---- | ---- |
| 494  | 535  | 560  | 683  | 739  | 752  | 731  | 712  | 683  |

| 1856 | 1861 | 1866 | 1872 | 1876 | 1881 | 1886 | 1891 | 1896 |
| ---- | ---- | ---- | ---- | ---- | ---- | ---- | ---- | ---- |
| 699  | 640  | 630  | 619  | 588  | 551  | 502  | 429  | 402  |

| 1901 | 1906 | 1911 | 1921 | 1926 | 1931 | 1936 | 1946 | 1954 |
| ---- | ---- | ---- | ---- | ---- | ---- | ---- | ---- | ---- |
| 404  | 403  | 322  | 403  | 517  | 452  | 418  | 354  | 373  |

| 1962 | 1968 | 1975 | 1982 | 1990 | 1999 | 2006 | 2007 | 2012 |
| ---- | ---- | ---- | ---- | ---- | ---- | ---- | ---- | ---- |
| 393  | 401  | 340  | 347  | 407  | 509  | 586  | 597  | 626  |

| 2017 | 2022 | - | - | - | - | - | - | - |
| ---- | ---- | - | - | - | - | - | - | - |
| 619  | 717  | - | - | - | - | - | - | - |

| selon la population municipale des années : | 1968 | 1975 | 1982 | 1990 | 1999 | 2006 | 2009 | 2013 |
| Rang de la commune dans le département      | 95   | 109  | 103  | 107  | 106  | 102  | 102  | 103  |
| Nombre de communes du département           | 232  | 217  | 220  | 225  | 226  | 226  | 226  | 226  |

### Enseignement
Rodès n'a qu'une seule école, qui comprend à la fois le niveau maternelle et le niveau primaire. Elle est située à côté de la Poste et de la mairie, aux pieds du village, dans la zone où s'est élargir son noyau urbain. Les enfants de Rodès, une fois les études terminées dans le village, peuvent continuer dans les collèges d'Ille-sur-Têt, de Prades, d'Estagel, de Thuir ou de Saint-Paul-de-Fenouillet, puis dans les lycées de Prades ou Céret.

### Manifestations culturelles et festivités
- Fête patronale : 8 septembre[50] ;
- Fêtes communales : Pâques et 14 juillet[50] ;
- Pèlerinages de Notre-Dame-de-Domanova : lundi de Pâques, lundi de Pentecôte, 16 août, 8 septembre et 29 septembre[50].

## Économie

### Revenus
En 2018, la commune compte 271 ménages fiscaux, regroupant 630 personnes. La médiane du revenu disponible par unité de consommation est de 20 410 € (19 350 € dans le département).

### Emploi
|                | 2008   | 2013   | 2018   |
| -------------- | ------ | ------ | ------ |
| Commune        | 8,5 %  | 12,1 % | 10,6 % |
| Département    | 10,3 % | 12,9 % | 13,3 % |
| France entière | 8,3 %  | 10 %   | 10 %   |

En 2018, la population âgée de 15 à 64 ans s'élève à 378 personnes, parmi lesquelles on compte 72,3 % d'actifs (61,6 % ayant un emploi et 10,6 % de chômeurs) et 27,7 % d'inactifs,. Depuis 2008, le taux de chômage communal (au sens du recensement) des 15-64 ans est inférieur à celui du département, mais supérieur à celui de la France.
La commune fait partie de la couronne de l'aire d'attraction de Perpignan, du fait qu'au moins 15 % des actifs travaillent dans le pôle,. Elle compte 90 emplois en 2018, contre 99 en 2013 et 84 en 2008. Le nombre d'actifs ayant un emploi résidant dans la commune est de 235, soit un indicateur de concentration d'emploi de 38,2 % et un taux d'activité parmi les 15 ans ou plus de 53,8 %.
Sur ces 235 actifs de 15 ans ou plus ayant un emploi, 46 travaillent dans la commune, soit 20 % des habitants. Pour se rendre au travail, 88 % des habitants utilisent un véhicule personnel ou de fonction à quatre roues, 3,4 % les transports en commun, 5,1 % s'y rendent en deux-roues, à vélo ou à pied et 3,4 % n'ont pas besoin de transport (travail au domicile).

### Activités hors agriculture

#### Secteurs d'activités
53 établissements sont implantés  à Rodès au 31 décembre 2019. Le tableau ci-dessous en détaille le nombre par secteur d'activité et compare les ratios avec ceux du département,.
| Secteur d'activité                                                                                        | Commune | Commune | Département |
| Secteur d'activité                                                                                        | Nombre  | %       | %           |
| --- | ------- | ------- | ----------- |
| Ensemble                                                                                                  | 53      |         |             |
| Industrie manufacturière, industries extractives et autres                                                | 6       | 11,3 %  | (8,7 %)     |
| Construction                                                                                              | 16      | 30,2 %  | (14,3 %)    |
| Commerce de gros et de détail, transports, hébergement et restauration                                    | 11      | 20,8 %  | (30,5 %)    |
| Activités immobilières                                                                                    | 2       | 3,8 %   | (6,2 %)     |
| Activités spécialisées, scientifiques et techniques et activités de services administratifs et de soutien | 6       | 11,3 %  | (13 %)      |
| Administration publique, enseignement, santé humaine et action sociale                                    | 9       | 17 %    | (13,9 %)    |
| Autres activités de services                                                                              | 3       | 5,7 %   | (8,5 %)     |

Le secteur de la construction est prépondérant sur la commune puisqu'il représente 30,2 % du nombre total d'établissements de la commune (16 sur les 53 entreprises implantées  à Rodès), contre 14,3 % au niveau départemental.

#### Entreprises et commerces
Les quatre entreprises ayant leur siège social sur le territoire communal qui génèrent le plus de chiffre d'affaires en 2020 sont : 
- Entreprise Bonnefoy & Valls, construction de maisons individuelles (264 k€)
- 3 L., restauration traditionnelle (91 k€)
- Duchan, blanchisserie-teinturerie de détail (31 k€)
- Tisane Mikaeo, production d'électricité (16 k€)

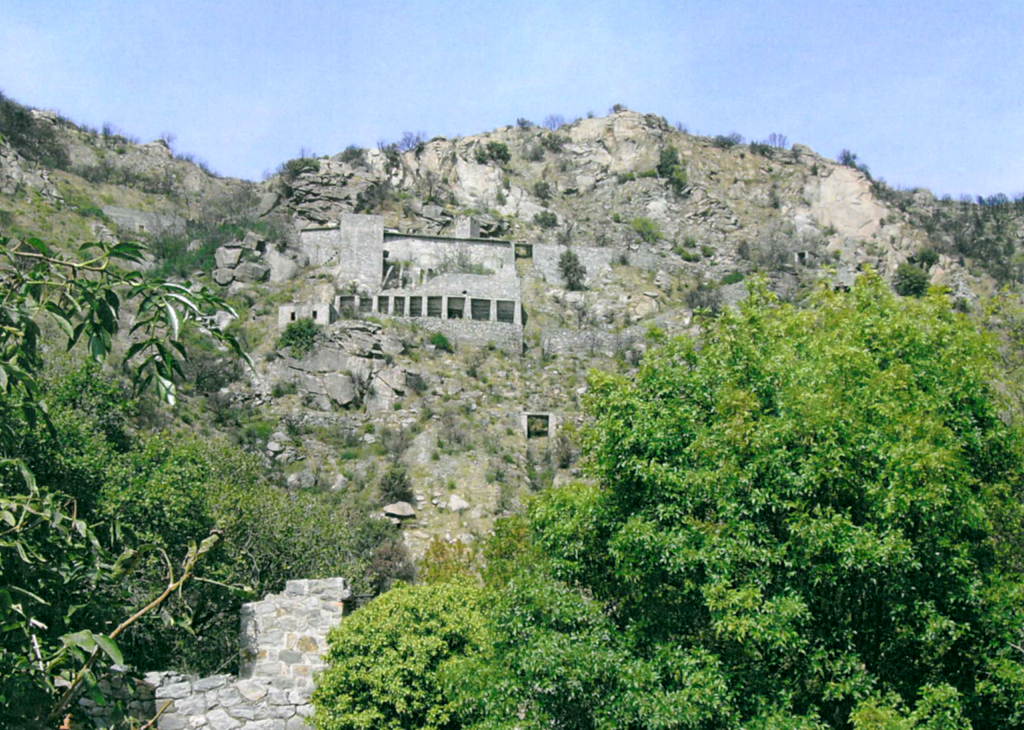
L'ancienne carrière de granite.

L'importante carrière de granite de Rodès a été exploitée jusque dans les années 1930. Du fait de sa situation, elle constituait une des exploitations de ce minéral les plus proches de Perpignan. Le gisement fournissait essentiellement des pavés et des bordures de trottoir expédiés non seulement dans tout le département, mais aussi vers d'autres centres urbains, tels que Toulouse, Marseille ou même Paris.

### Agriculture
|               | 1988 | 2000 | 2010 | 2020 |
| ------------- | ---- | ---- | ---- | ---- |
| Exploitations | 44   | 14   | 12   | 5    |
| SAU (ha)      | 95   | 56   | 80   | 57   |

La commune est dans le Conflent, une petite région agricole occupant le centre-ouest du département des Pyrénées-Orientales. En 2020, l'orientation technico-économique de l'agriculture  sur la commune est la culture de fruits ou d'autres cultures permanentes. Cinq exploitations agricoles ayant leur siège dans la commune sont dénombrées lors du recensement agricole de 2020 (44 en 1988). La superficie agricole utilisée est de 57 ha,,.

## Culture locale et patrimoine

### Monuments et lieux touristiques
- Le dolmen de la Guardiola
- Le dolmen du Serrat Blanc

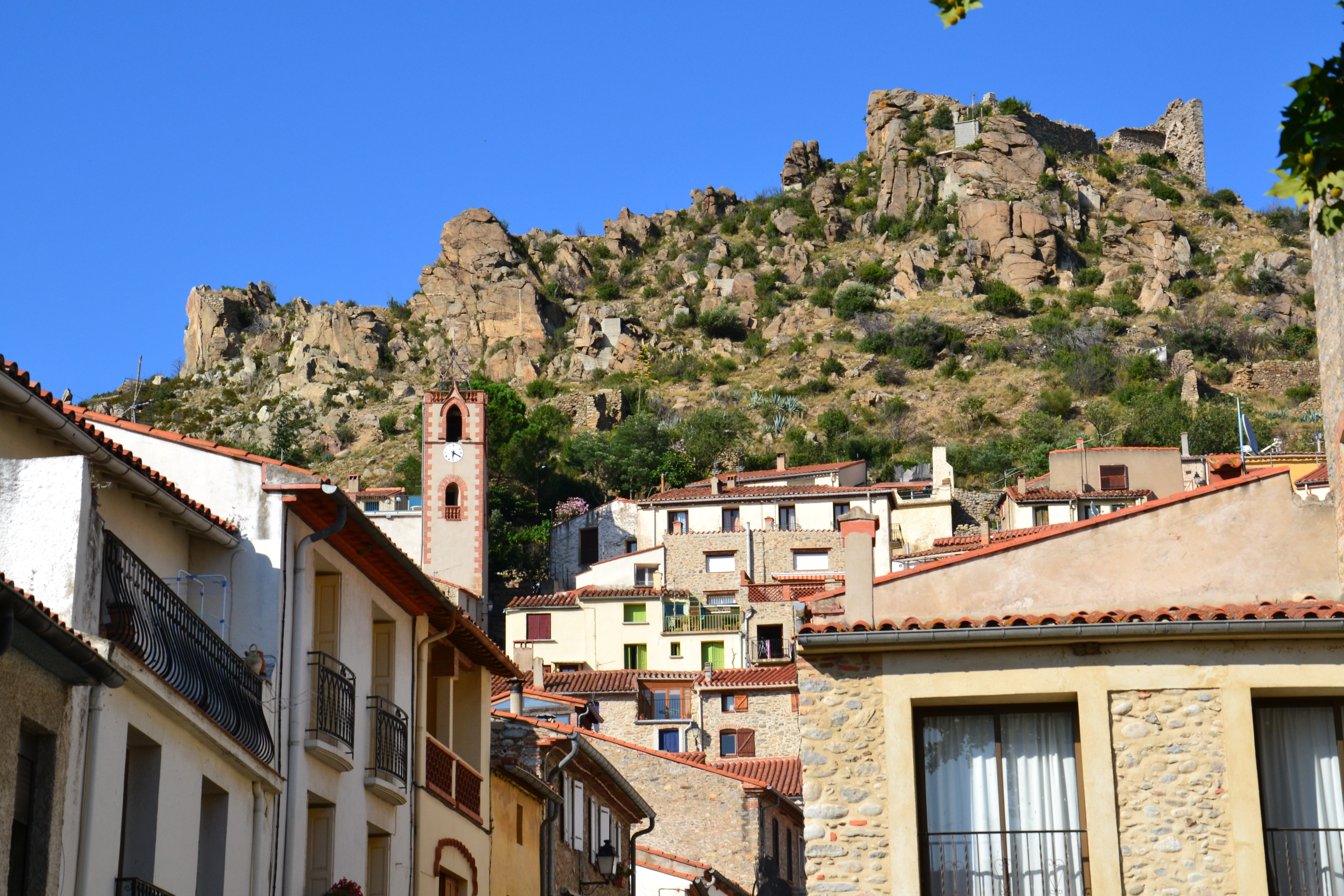
Vue vers le château.

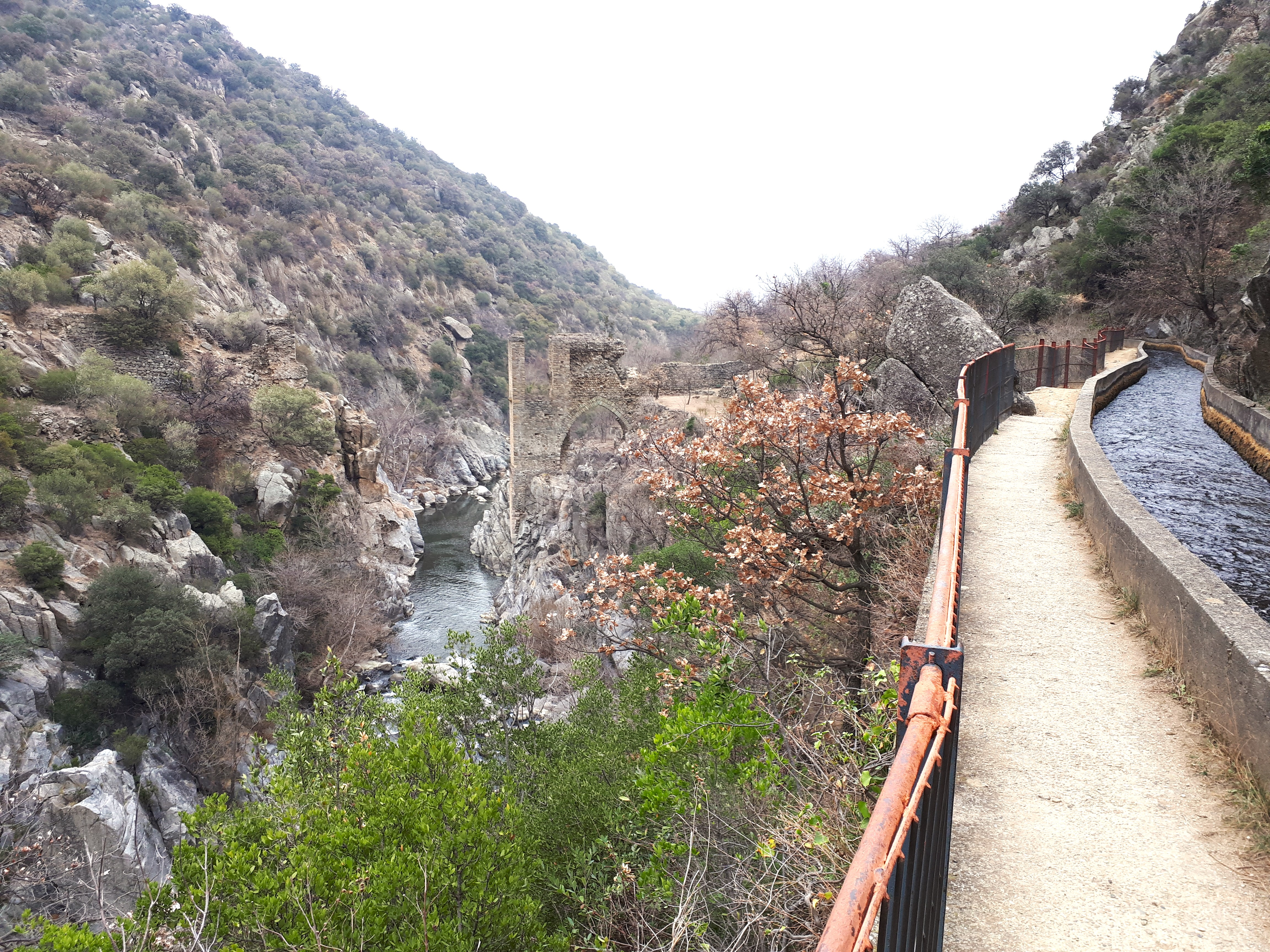
Vue sur le pont aqueduc d'en Labau dans les Gorges de la Guillera. À droite : le "Canal de Corbère" (Rec de Corbera).

- Le château médiéval, ruiné, sur la hauteur surplombant le village.
- L'église Saint-Valentin de Rodès, ancienne chapelle du château de Rodès.
- L'église Saint-Félix de Ropidera.
- L'église Sainte-Marie de Domanova ( Inscrit MH (1994)).
- Église Saint-Jean-l'Évangéliste de Rodès.
- Église Notre-Dame-de-l'Assomption de Rodès.
- Les gorges de la Guillera, et le pont aqueduc d'en Labau ( Inscrit MH (2011))[57], au nord-est de la commune.

### Héraldique
| Blason de Rodès | Blason  | De gueules au château de sable, ouvert et ajouré du champ, hersé d'or et à la roue du même brochant en pointe. |
| Blason de Rodès | Détails | Le statut officiel du blason reste à déterminer.                                                               |